# Ilias Akhomach Chakkour
Ilias Akhomach Chakkour   (Igualada, 16 d'abril de 2004) és un futbolista català que juga com a davanter al Vila-real CF.

## Carrera esportiva
Després de formar-se com a futbolista en les categories inferiors del FC Barcelona i passar per l'equip juvenil, el 25 de novembre de 2020 va fer el seu debut amb el filial en un partit contra la UE Olot, partit que va finalitzar amb un resultat de 2-1 a favor del conjunt olotí. El 20 de novembre de 2021 Xavi Hernández el va fer debutar amb el primer equip contra el RCD Espanyol en un partit de Lliga. En un tens context al Camp Nou després del cessament de Ronald Koeman, va ajudar l'equip a guanyar per 1–0 malgrat que fou substituït pel seu company al Barça B a començaments de la segona part Abde Ezzalzouli.
El 20 de maig de 2023, es va anunciar que Akhomach no renovaria contracte amb el Barça i esdevindria agent lliure quan acabés el contracte vigent, el 30 de juny de 2023.

### Vila-real
El 3 de juliol de 2023, Akhomach va signar contracte per quatre anys amb el Vila-real CF, i fou assignat inicialment al filial de Segona Divisió.

## Palmarès
Selecció marroquina
- 1 Medalla de bronze en els Jocs Olímpics: 2024[10]